# Медалье, Шмер-Лейб Янкелевич
Шмер-Лейб Янкелевич Медалье (22 июля 1872, Вегеры, Ковенская губерния, Российская империя — 26 апреля 1938, Москва) — главный раввин Москвы с 1933 года. Один из влиятельнейших раввинов Российской империи и СССР первой трети XX века. На протяжении нескольких десятилетий — раввин Витебска. В 1938 году был расстрелян.

## Биография

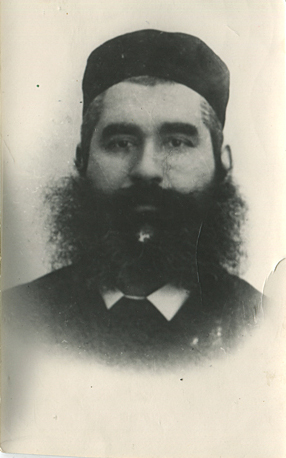
Раввин Шмер-Лейб Медалье в начале XX века

Шмер-Лейб Янкелевич Медалье родился в семье любавичского хасида в литовском местечке Вегеры (Вегеряй) (по другим сведениям — в Шяуляе). Детство провёл в местечке Кретинген (сейчас г. Кретинга, Литва). В 17 лет поступил в знаменитую литовскую иешиву «Слободка» в Ковно (Каунас). Через три года, женившись на дочке раввина местечка Кролевец Черниговской губернии, поселился в доме тестя.
В 1898 стал раввином и получил должность раввина Тулы, которое занимал с 1899—1903 год. В 1903 году занял место раввина Кролевеца, в связи со смертью тестя. В 1907 году был приглашён сразу на две раввинские должности — в Витебск и Кишинёв. Стал раввином хоральной Заручевской синагоги в Витебске.
Во время службы в Витебске пользовался значительным авторитетом в религиозной среде, был своеобразным связующим звеном между системой литовских иешив и любавичскими хасидами. В 1910 году участвовал в созванном властями съезде представителей еврейских общин (всероссийском раввинском съезде) в Санкт-Петербурге. В 1912 году участвовал в Катовицах в учредительной конференции «Агудат Исраэль» (общественного движения по защите прав и интересов религиозных евреев). После Февральской революции стал сооснователем религиозных партий российских евреев «Ахдут» и «Кнесет Исраэл».
После октября 1917 года неоднократно подвергался преследованиям как религиозный деятель. В январе 1921 года защищал в инсценированном большевиками «суде над хедером» (публичном диспуте, посвященном еврейскому образованию) права евреев на религиозное образование. В 1927 году, с Мордехаем Дубиным и другими религиозными деятелями сумел добиться замены смертного приговора Любавическому цадику Йосефу Ицхоку Шнеерсону на высылку из страны. В начале 1920-х годов помогал организовать в Витебске сеть кружков «Тиферет Бахурим», призванных распространять знания о еврейской религии среди студентов и рабочей молодежи.
В конце 1920-х годов Медалье был вынужден оставить место раввина в Витебске из-за ужесточения антирелигиозной политики советской власти. В 1929 году он поселился в Туле, а в 1931 году переехал в город Лосиноостровск под Москвой.
В 1933 году после отъезда из СССР главного раввина Москвы Якова Клемеса занял его должность. В 1930-е годы Шмер-Лейб Медалье был единственным официально действующим московским раввином; он занимал этот пост во всех четырёх ещё работавших в городе синагогах — Хоральной, Арбатской, Марьинорощинской и на Большой Бронной улице. Де-факто он был главным раввином СССР. Арестован 4 января 1938 года. Медалье обвинили в связях с еврейской организацией «Джойнт» и, в частности, с её дочерней структурой «Агро-Джойнт». Медалье подтвердил, что был знаком с бывшим директором «Агро-Джойнта» Иосифом Розеном, начиная ещё с 1900-х годов. НКВД обвинило Медалье в том, что он «снабжал Розена клеветническими материалами о положении Советского Союза». Кроме того он был обвинён в связях с любавическим ребе Йосефом Ицхоком Шнеерсоном, с немецкими агентами, и в совращении молодёжи. 26 апреля 1938 года суд приговорил Шмера-Лейба Медалье к расстрелу. Расстрелян и похоронен в общей могиле на полигоне «Коммунарка». Реабилитирован посмертно через 20 лет.

## Дети
- Жена — Двейра (Двойра) Берковна, урождённая Карасик[3] (?—1962), в семье было 6 сыновей и 5 дочерей[4] (по другим сведениям 12 детей[1]), сослана после ареста мужа в Баян-Аул, освобождена из ссылки в 1946 году по ходатайству сына военврача Гирша Медалье.
  - Сын — Моисей (Моше) Медалье (26.05.1902[5]—1938), раввин. Был раввином в Туле (1930[6]) и Ростове-на-Дону. После 1917 года подвергался преследованиям со стороны властей. Арестован 1 сентября 1935 года, приговорён к 5 годам ИТЛ. 28 февраля 1938 года арестован в лагере, 10 марта 1938 года «Тройкой УНКВД по ДВК» приговорён к расстрелу[4]. Его жена Сара, урождённая Беспалова (1907—1941) и двое детей (Давид и ?) погибли в Холокост в Белоруссии[4][7].
  - Дочь — Броха (Берта)[8] (1903—?), замужем за Mеером Лейзеровичем Рабиновичем (1893—1959), рабочим, членом совета московской хоральной синагоги до 1936 года, арестованным по одному делу с её отцом и осуждённым на 8 лет ИТЛ, которые он отбыл на Колыме. 17 февраля 1949 арестован повторно, приговорён к вечной ссылке в Красноярский край[4].
  - Сын — Борис или Бер Шмер-Лейбович или Берл (1904—1983), раввин в Ленинграде[9], 20 июля 1946 арестован как СОЭ, в момент ареста «без определённых занятий». 8 февраля 1947 приговорён к ОСО при МГБ СССР к ссылке в Красноярский край[10], последние годы жизни жил при ленинградской синагоге, какое-то время работал там библиотекарем, потом это было запрещено[11].
  - Сын — Арон[12] или Аарон (1897—1943), раввин, женат на дочери раввина Ростова-на-Дону Авраама Хаима Каценеленбогена и скончался во время блокады Ленинграда[9].
  - Сын — Авраам (Авром, Абрам Львович) Медалье (1906—1991), раввин и общественный деятель. Был женат на дочери раввина из Бобруйска Шмуэля Беспалова, погибшего в Холокост[13]. Авраама Медалье называют своим учителем несколько известных раввинов в странах бывшего СССР. Как и его братья, Авраам получил религиозное образование, светское высшее образование получил экстерном, был преподавателем математики в станкоинструментальном институте. Был арестован в январе 1951 года. Срок 7 лет по 58-й статье, отбывал его на шахте в Минлаге (Инта). Освобождён в апреле 1956 года[14]. Считался неофициальным раввином Ленинграда вплоть до своей смерти.
  - Сын — Гирш (Григорий, Гирш Львович), (25.07.1907—1992[15]) подполковник медицинской службы, награждён орденами Красной звезды и Отечественной войны II степени, медалью «За боевые заслуги» и другими[16], женат на Марьям Каждан[15], дочери раввина Шломо[8], после войны работал стоматологом[2].
  - Дочь — Зисля (Зинаида)[8], замужем за Яковом Роммом[4]
  - Дочь — Сара (Софья)[8]
  - Дочь — Лиля[1],
  - Дочь — Гинда[1] или Гинда-Цирля, жила в Москве, умерла в одиночестве[9].
  - Дочь — Ревекка или Хая-Ривка[9] (1913—2002?)[17], жила в Москве, умерла в одиночестве[9].
  - Сын — Гилель Медалье (англ. Hillel Medalia, 1916, Витебск, — 1977, Антверпен), раввин и общественный деятель. В 1932 году по желанию отца уехал за границу к родственникам. Получил религиозное и светское образование, доктор философии. Был одним из руководителей движения Мизрахи в Великобритании, раввином города Лидс, позднее раввином города Антверпен. Редактировал перевод Шулхан аруха на английский язык.

## Память

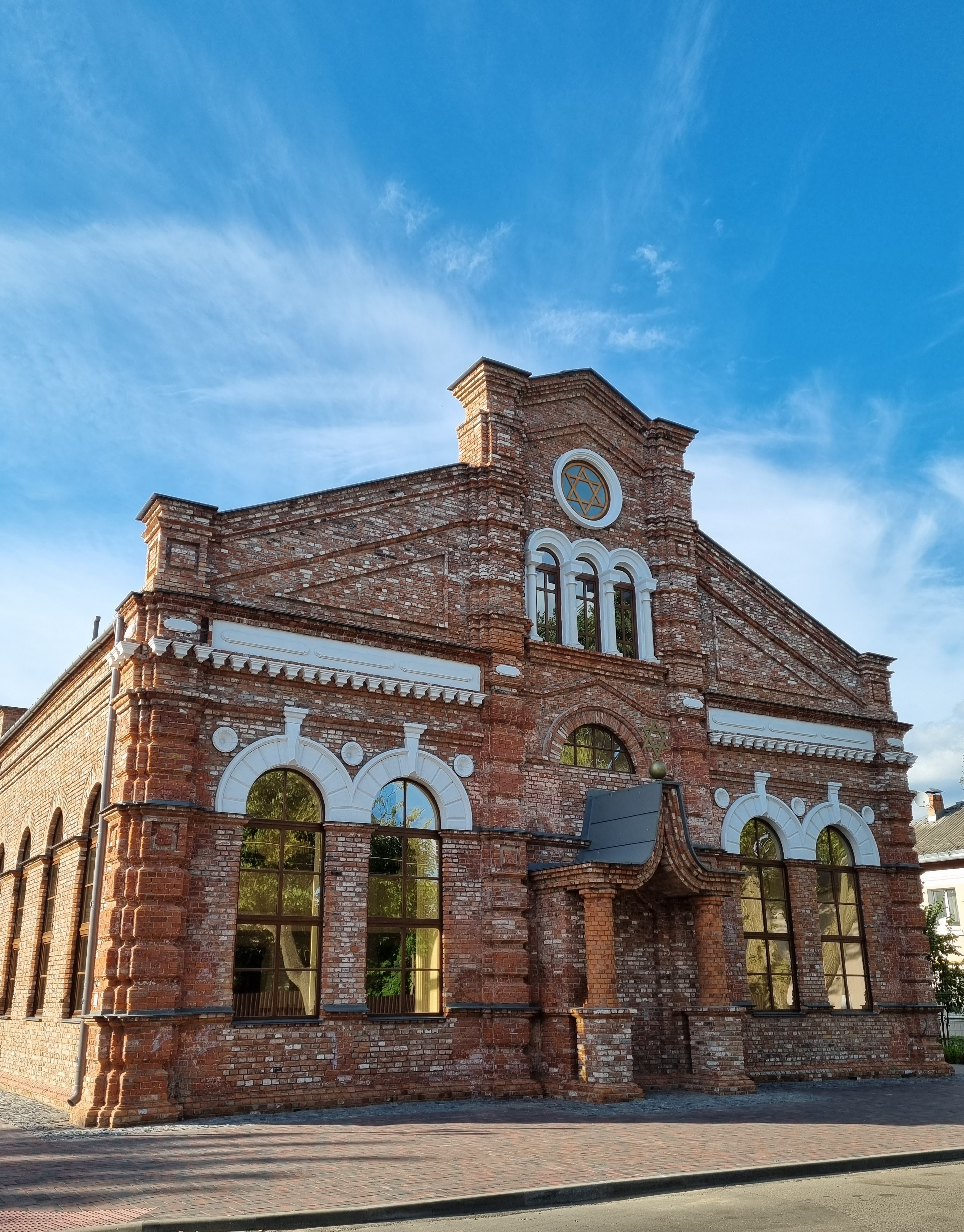
Большая Любавичская синагога в Витебске, восстановленная по инициативе Анны Медалье и фонда «Шмини»

- Раввин Пинхас Гольдшмидт, занявший должность раввина Москвы в 1991 году подарил московской хоральной синагоге парохет (завесу) в память о Медалье, которая по сей день используется в будни.
- В 2011 году был создан мемориальный комитет, поставивший цель вернуть потомкам имя Медалье.
- С 19 ноября 2014 года по 11 января 2015 года в Еврейском музее и центре толерантности проходила выставка «Раввинская династия», посвященная памяти раввина и его детей.
- 5 февраля 2017 года в память о главном раввине Москвы Шмере-Лейбе Медалье установили мемориальную табличку на жилом доме (г. Москва, ул. Лётчика Бабушкина, д. 11/2), стоящем на месте, где находился дом, в котором он жил с родными[18].

В 2014—2017 гг. историк и политолог Илья Васильев организовал проект по увековечению памяти раввина Медалье, в рамках которого провел выставки в городах России и Белоруссии, а также выпустил две книги.
В 2022 году по инициативе правнучки Шмер-Лейба Анны Медалье, началось восстановление Большой Любавичской синагоги в Витебске, где Шмер-Лейба несколько десятилетий подряд служил главным раввином. Восстановлением занимались Витебская еврейская община, московская Синагога на Бронной и Фонд «Шмини».

## Книги
- Сванидзе Н. К., Васильев И. Ю., Гринбергом М. Л. Династия Медалье. 2015[26].
- Васильев И. Ю. Семья раввина Медалье. Годы репрессий. — Гешарим/Мосты культуры, 2016. — 50 с. ISBN 978-5-93273-456-8[27]